# Biblioteca Științifică a Universității de Stat „Alecu Russo” din Bălți
Biblioteca Științifică Universitară din Bălți (prin acronimare BȘ USARB) este centrul  infobibliotecar al Universității de Stat Alecu Russo din Bălți, destinat tuturor membrilor comunității universitare: studenți, cadre didactice, masteranzi, doctoranzi, cercetători, etc. BȘ USARB promovează servicii academice și produse bibliotecare.

## Istoric
A fost fundată în 1945 odată cu inființarea Institutului Învățătoresc din Bălți (în prezent Universitatea de Stat Alecu Russo). Primul sediu al bibliotecii a fost în demisolul actualului corp al Rectoratului, având o colecție de 101 exemplare într-un spațiu de 36,6 m2 și o sală de numai 6 locuri.
În 1978 i s-a atribuit categoria de Bibliotecă Științifică. În 1979 au fost inițiate lucrările de construcție ale unei clădiri destinate bibliotecii sub egida arhitecților A.L.Zolotuhin, P.Teajko, T.Dima și a directoarei Faina Tlehuci în calitate de tehnolog. În 1986 se inaugurează noua clădire cu 4 nivele și o suprafață de circa 6 000 m2. Clădirea a fost proiectată în anii 70, construită în perioada 1970 - 1986. Conducerea Institutului Pedagogic Alecu Russo, prorectorul Nicolae Filip, și a Bibliotecii Științifice, directorul Faina Tlehuci, s-au străduit ca instituția să aibă o Bibliotecă unică în felul ei . De la 1986 încoace, Bălțiul a devenit unicul oraș din republică care are o asemenea bibliotecă. Atunci, Într-un termen restrâns,  s-a reușit să mute, ajutați de profesori și studenți, colecțiile de carte. În aproape cinci luni de zile, au fost mutate și așezate, conform prevederilor, sute și mii de cărți, mii de volume de periodice care, la acel moment, se păstrau în câteva blocuri de studii .
Revista ONU din Moldova a menționat „[BȘU este] ... una dintre cele mai mari biblioteci universitare din Europa de Est.”

### Directori
- Faina Tlehuci (1962-2001)
- Elena Harconița (2001-2020)
- Lina Mihaluța (2020-prezent)

## Subdiviziuni/Centre

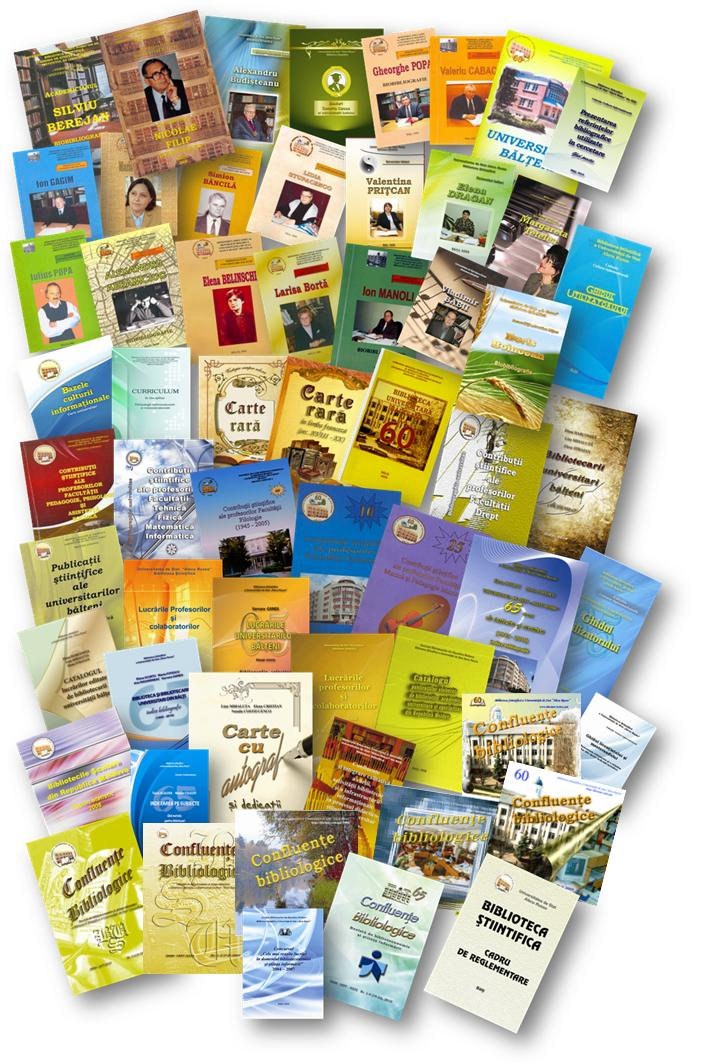
Confluențe bibliologice

- Cercetare și Informare Bibliografică
- Centrul Informatizare și Activități în Rețea
- Cultura Informației
- Manifestări Culturale
- Marketing /Activitate Editorială
- Cercetare. Asistență de Specialitate
- Dezvoltarea Colecțiilor.Catalogare. Indexare
- Organizarea și conservarea colecțiilor
- Săli de lectură/împrumut
- Servicii  electronice - Catalog  on-line – circa377 877 informații (73 % din toate titlurile deținute)
- Arhiva electronică instituțională -  ORA (Open Research Arhive) Arhivat în 14 mai 2019, la Wayback Machine.
- Biblioteca Digitală;
- SumarScanat (cca  1000 de sumare ale revistelor și cărților în limbile engleză, germană și rusă)
- Lucrări muzicale de pe discuri de vinil în format MP3
- Acces la bazele de date naționale /internaționale

Cercetarea științifică a bibliotecarilor este reflectată în revista Confluențe bibliologice (2005- 2013, 34 numere); respectiv în 500 de monografii, dicționare, ghiduri, lucrări bibliografice.

## Colecții

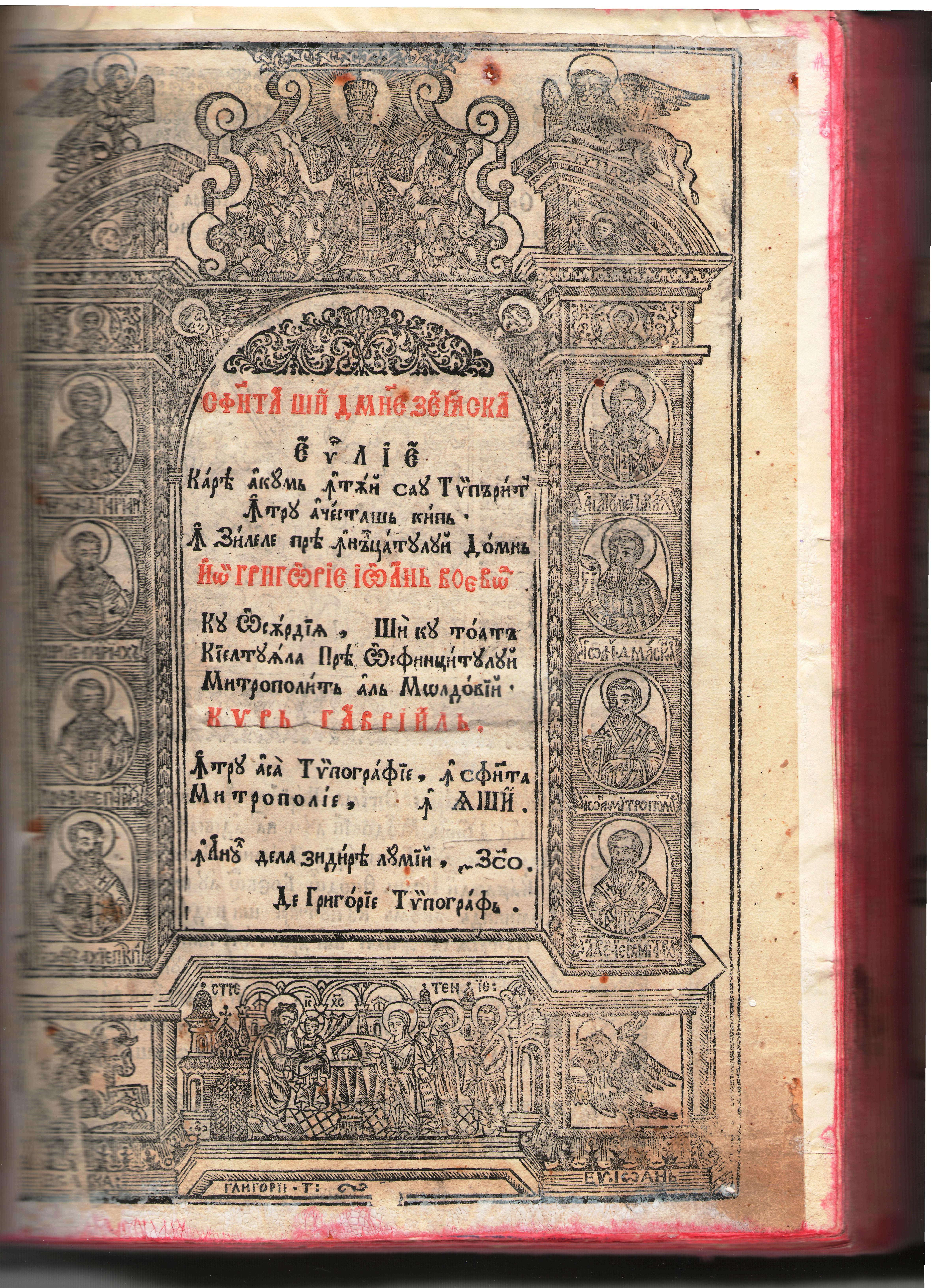
Sfânta și Dumnezeiasca Evanghelie, Iași, 1761

BȘ USARB deține un fond de peste 1 milion de documente în 57 de limbi. Scriitorul Gheorghe Erizanu menționează în Noua Revistă  Filologică: 
- BȘ USARBeste unica bibliotecă din R. Moldova care are câte un exemplar din toate cărțile Cartier de la 1995 încoace;
- BȘ USARB are câte un exemplar din toate cărțile editate de editorii din Republica Moldova.

#### Colecții ale structurilor internaționale / naționale
- Centrul de Documentare al ONU
- Punctul de Informare Documentare NATO;
- Centrul de Informare al Uniunii Europene (EUI)
- Centrul de Informare al României (CIR)
- Punctul de Informare al Biroului Consiliului Europei;
- Biblioteca Depozitară Regională a Băncii Mondiale;
- Colecția „Asociația Pro Basarabia și Bucovina, filiala „C.Negri” din Galați;
- Fondul  WILHELMI, Colecția Institutului Cultural Român, Fondul AGEPI, Lituania.

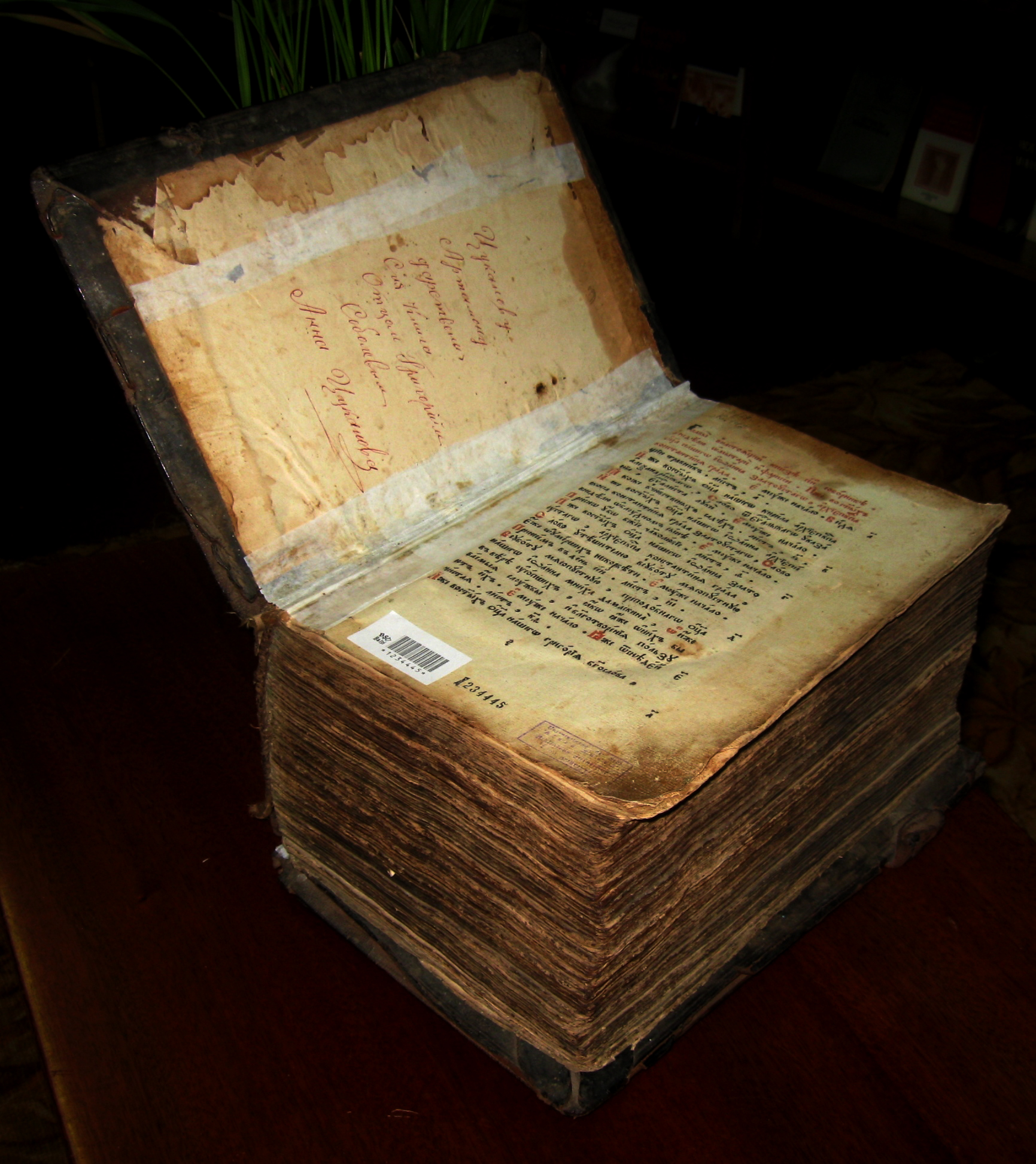
Colecție Carte Rară, Kazania, editată în 1790 și are 1730 pagini.

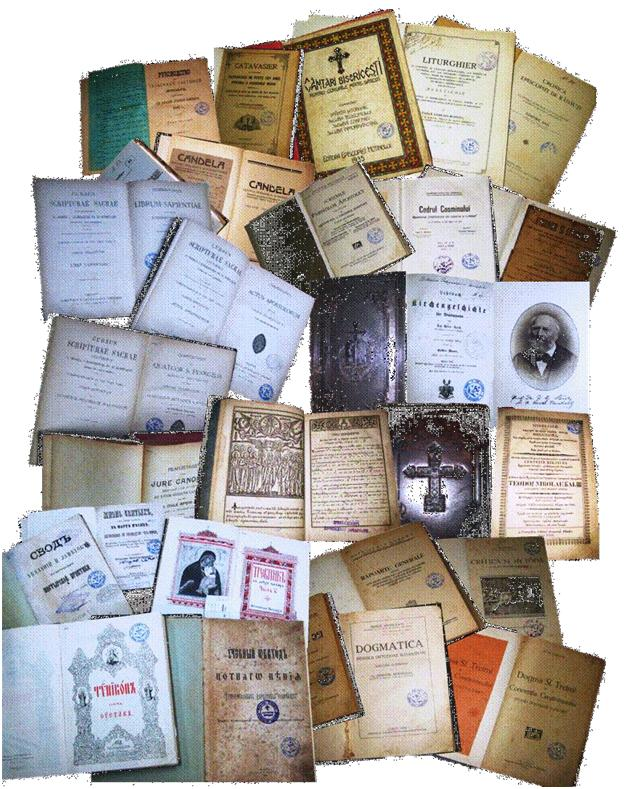
Colecția Carte Rară "Ioan Nicorici", conține 538 de cărți, editate în perioada 1800-1950

#### Colecții speciale
Carte Rară
- Documente  de muzică tipărită
- Documente audiovizuale
- Documente electronice
- Depozitul Obligatoriu  Universitaria

Valori de patrimoniu
- Sfânta și Dumnezeiasca Evanghelie, Iași, 1761
- Казания (predici, cuvinte de învățătură la duminici și sărbători), 1790 - 1730 pagini

Colecția „Ioan Nicorici”  conține 538 de cărți, inclusiv 9 reviste  din domeniul teologiei în limbile latină, greacă, slavona veche, română și rusă din anii 1800 - 1950, editate la Chișinău, București, Cernăuți, Kiev, Odesa, Moscova, Sankt-Petersburg, Regensburg, München, Stuttgart, Leipzig, Viena, Paris, Roma etc.